# Platja de Torrenostra

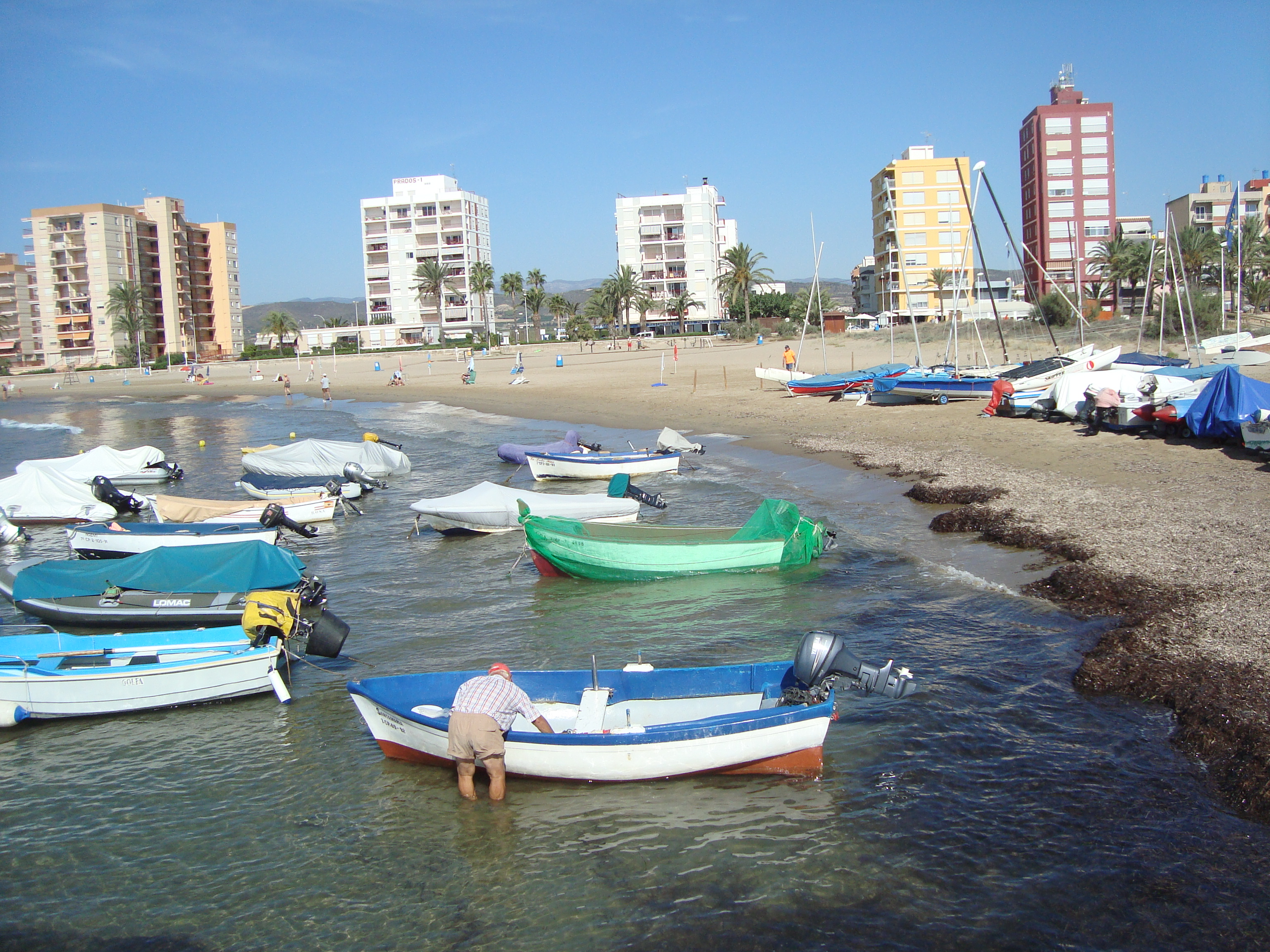
Platja de Torrenostra, platja de Prados (Torreblanca)

La platja de Torrenostra és una platja d'arena del municipi valencià de Torreblanca, a la comarca de la Plana Alta.
Limita al nord amb la platja Nord i al sud amb el parc natural del Prat de Cabanes i té una longitud de 780 m, amb una amplària de 80 m. Dos llargs espigons frenen la força del mar i aturen l'aigua, per la qual cosa resulta ideal per als xiquets. La superfície té poc de pendent i sense desnivells. En els extrems s'acumulen cudols. És una platja molt tranquil·la.
Se situa en un entorn urbà (el de la urbanització Torrenostra), disposant d'accés per carrer i carretera. Compta amb passeig marítim, pàrquing delimitat i accés per a minusvàlids. És una platja abalisada amb eixida d'embarcacions.
Compta amb el distintiu de Bandera Blava des de 1993.

## Enllaços externs

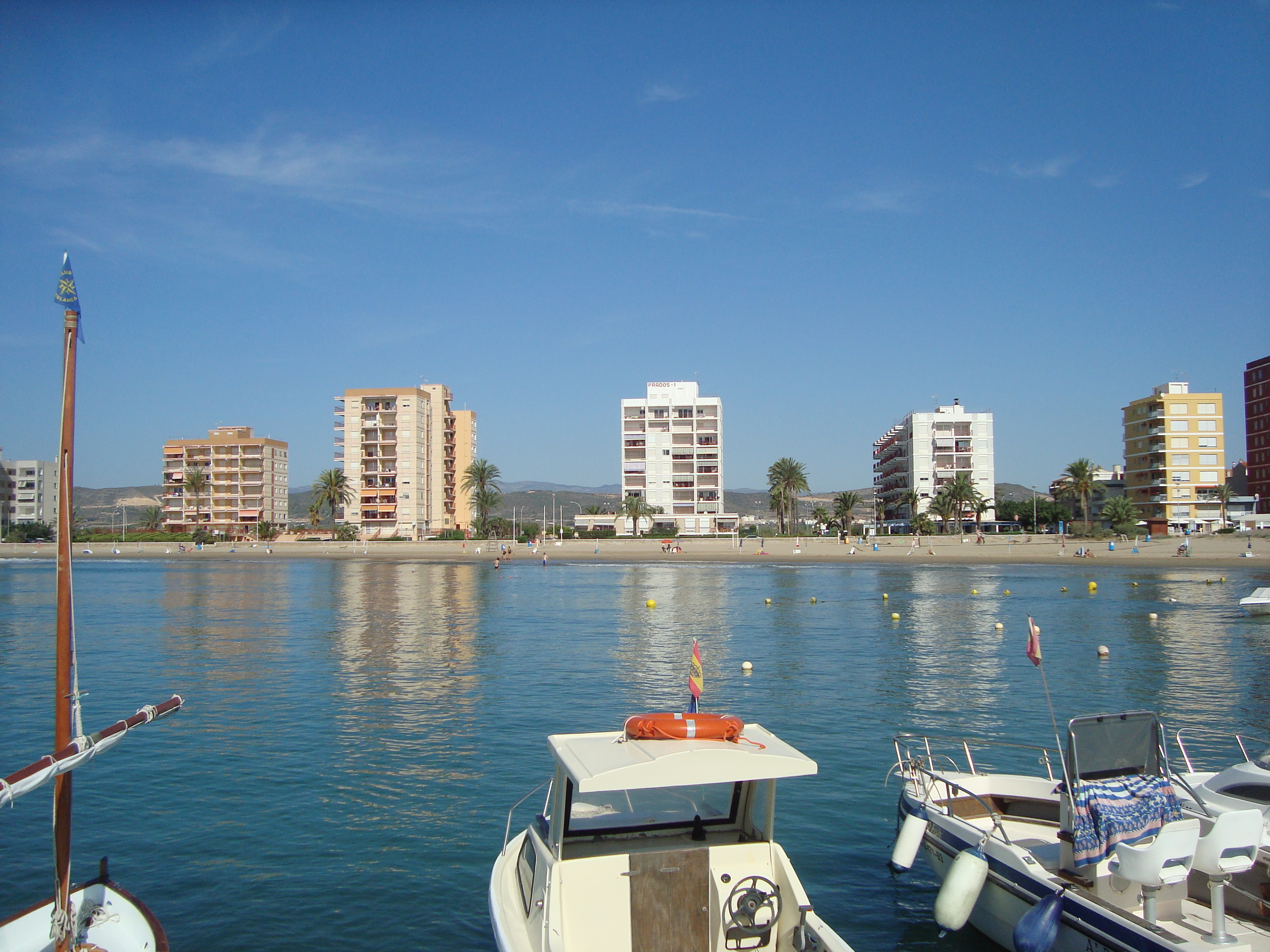
Platja de Torrenostra

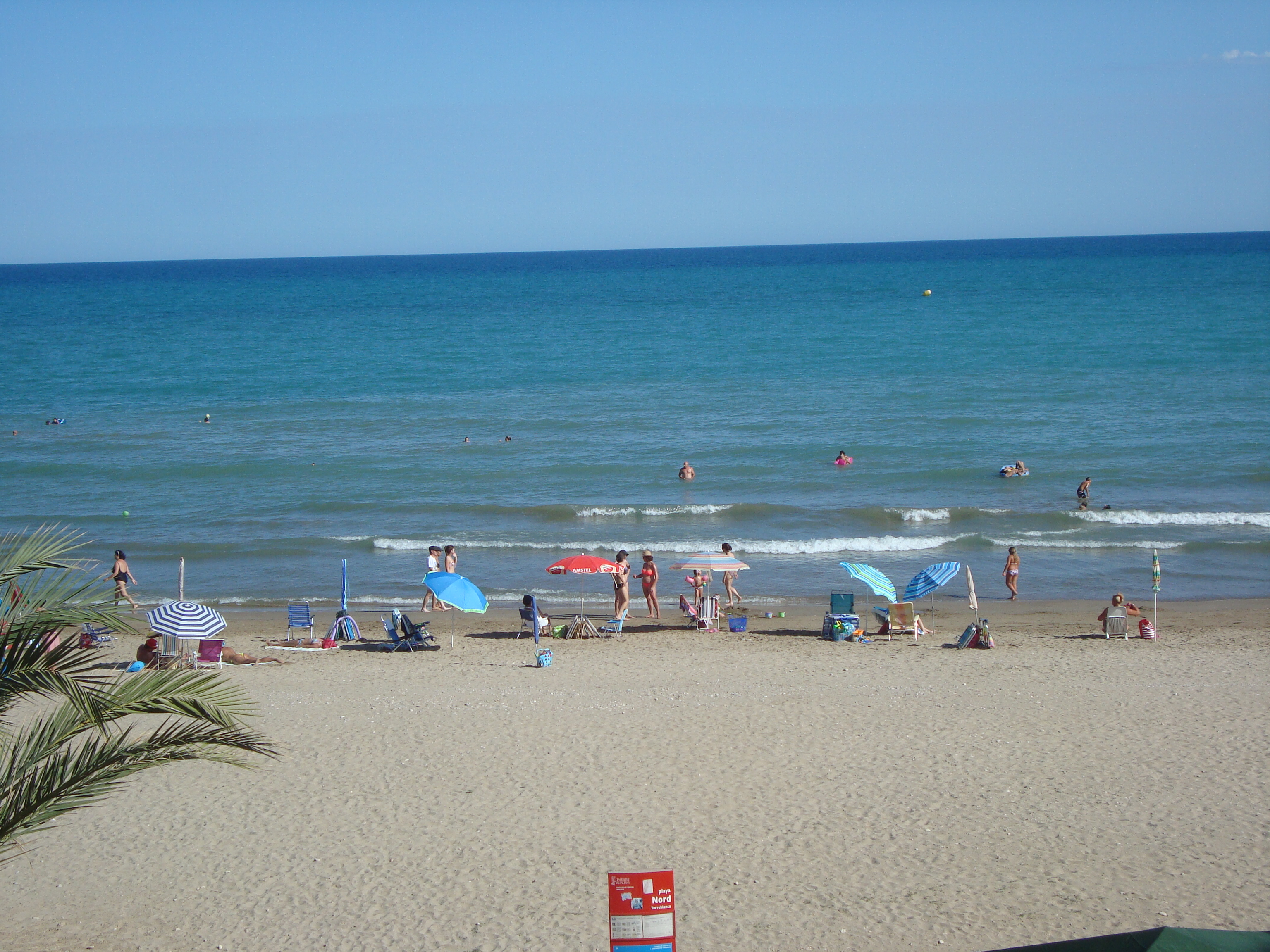
Platja Nord de Torrenostra

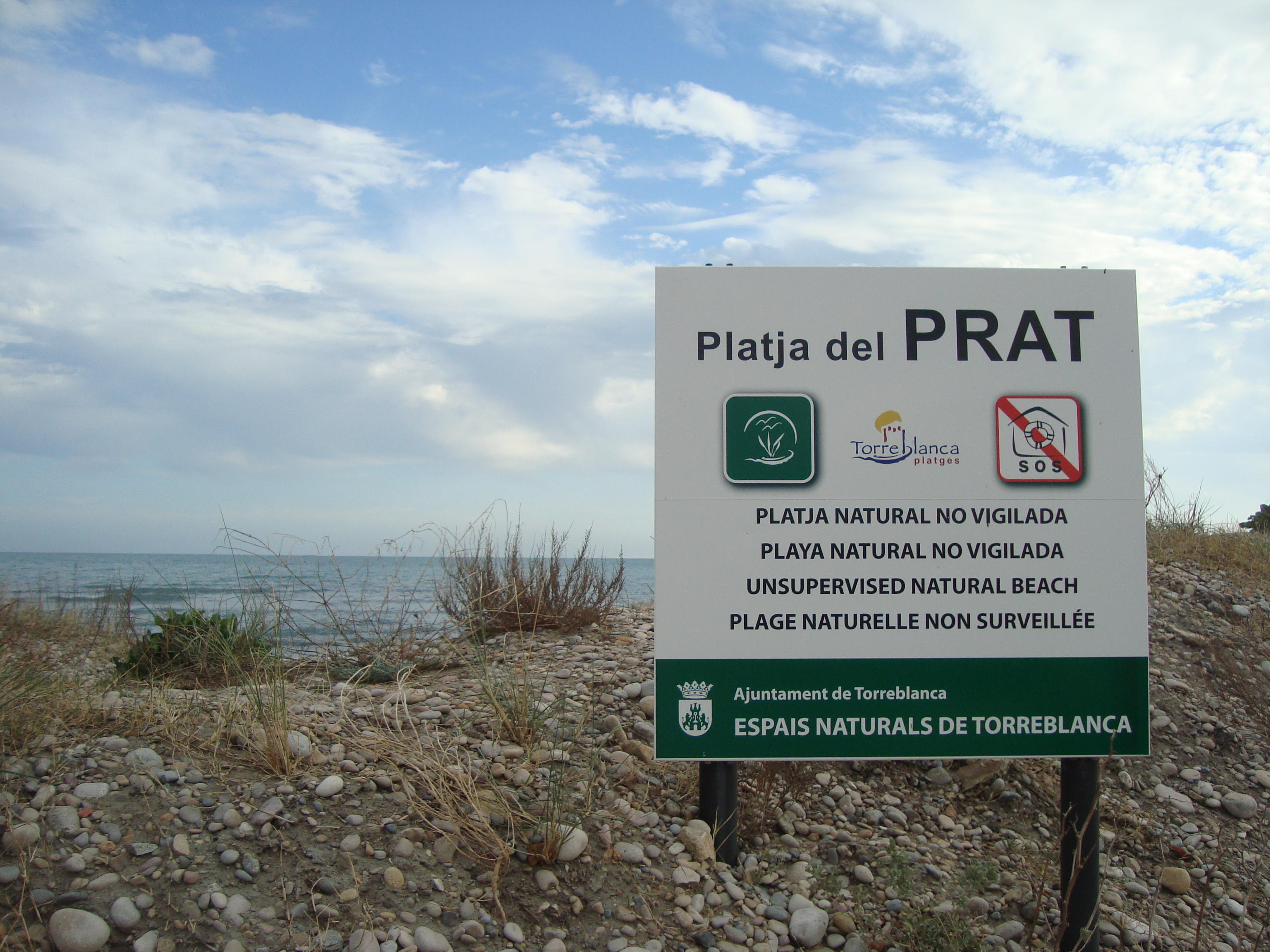
Cartell Platja del Prat (platjes de Torrenostra-Torreblanca)